# Pierre Borel
Pour les articles homonymes, voir Borel.
Pierre Borel (Petrus Borellus) est un médecin, botaniste et érudit français, né vers 1620 à Castres (actuel département du Tarn) où il meurt le 14 octobre 1671.

## Éléments biographiques
Pierre Borel devient docteur en médecine à la Faculté de médecine de Cahors le 15 mai 1643. Il est fait vers 1654 médecin du roi Louis XIV, et il exerce la médecine à Castres de 1644 à 1653 et de 1657 à sa mort, est régent du collège de sa ville de 1657 à 1664. Il est aussi admis à l'Académie de Castres en 1658. Il séjourne à Paris de 1653 à 1657 et avait épousé Esther de Bonnafous en 1663.
Pierre Borel est l’auteur de :
- Les antiquités de Castres, 1649 ;

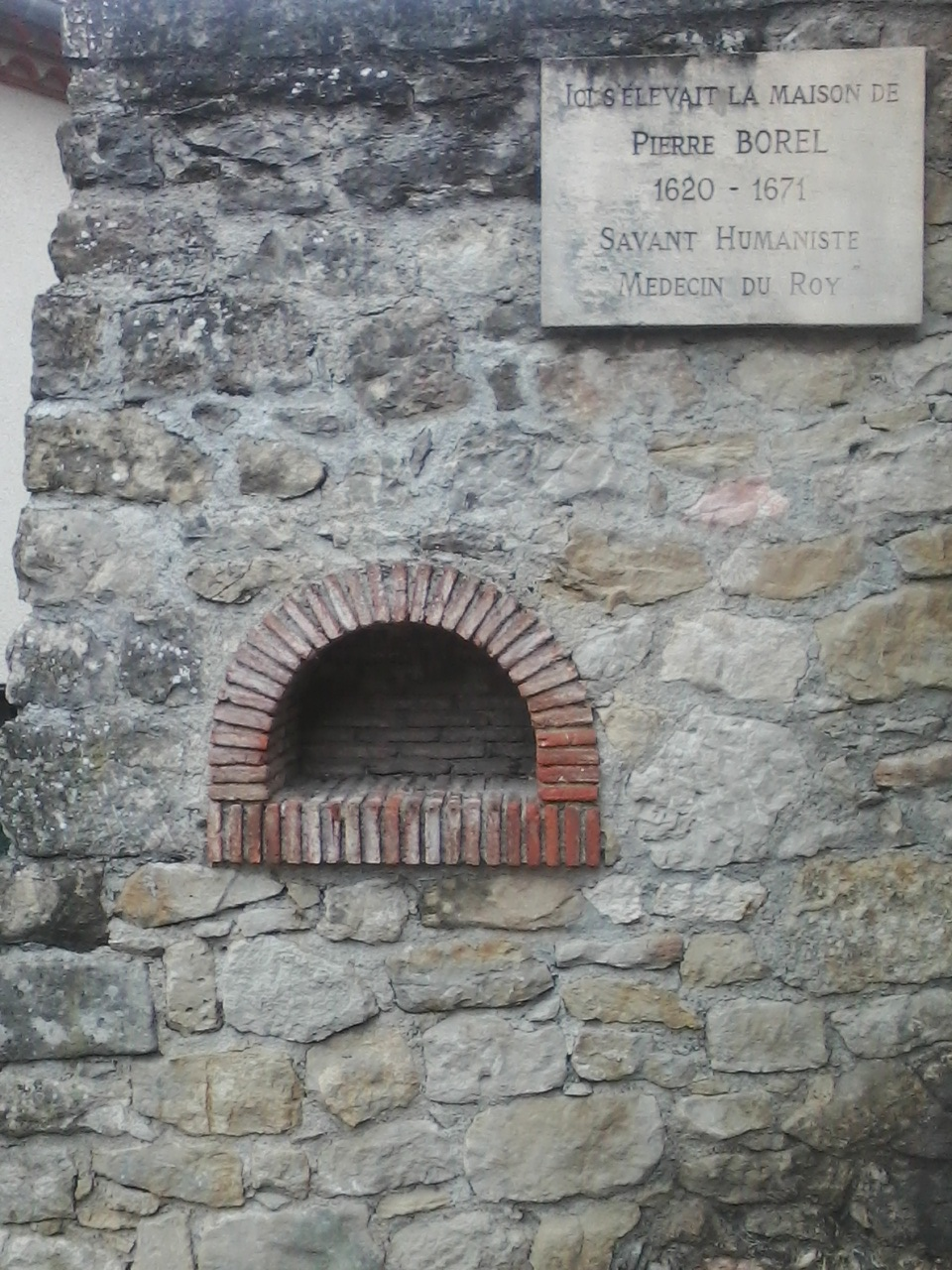
Vestige de la maison de Pierre Borel en centre-ville de Castres.

- Historiarium et observationum medico-physicarum centuria, 1653, 1656;
- Bibliotheca chimica, 1654 ;
- Trésor de recherches et d'antiquités gauloises et françaises, 1655 (c'est son principal titre) ;
- Vie de Descartes, 1656 ;
- De vero telescopii inventore, 1656
- Observationum microscopicarum centuria, 1656 ;
- Discours nouveau prouvant la pluralité des mondes, 1657;
- Hortus seu armentarium simplicium, mineralium, plantarum et animalium ad artem medicam utilum, 1666.

Il étudie notamment l’optique et des sujets très variés, allant de la médecine à la botanique, de l'optique à l'astronomie, de la philologie à la bibliographie. Cet éclectisme lui sera reproché par de nombreux biographes.
Il travaille avec l'Académie des Sciences au Mémoires pour servir à l'histoire des plantes, 1676 supervisé par Denis Dodart.

## Textes en ligne
- Discours nouveau prouvant la pluralité des mondes : que les astres sont des terres habitées et la terre une estoile, qu'elle est hors du centre du monde dans le troisiesme ciel et se tourne devant le soleil qui est fixe, et autres choses très curieuses / par Pierre Borel, ... [s.n.] (Genève), 1657.
- Trésor de recherches et antiquitéz gauloises et françoises : reduites en ordre alphabétique et enrichies de beaucoup d'origines, épitaphes... ([Reprod.]) / par P. Borel, ..., A. Courbé (Paris), 1655
- Dictionnaire des termes du vieux françois ou Trésor de recherches et antiquités gauloises et françoises par M. Borel, ..., Briasson (Paris), 1750
- Vitae Renati Cartesii, summi philosophi compendium ([Reprod.]) / auctore Petro Borello, medico regio, Joannem Billaine (Parisiis), viduam Mathurini Dupuis (Parisiis), 1656

## Sources
- Pierre Chabbert, Pierre Borel (1620?-1671), in Revue d'histoire des sciences et de leur application, Centre international de synthèse, PUF, octobre-décembre 1968, p. 303-343 - .
- Jean-Pierre Cavaillé, « Pierre Borel (1620-1671), médecin et polygraphe castrais : Un curieux et ses mondes », Revue du Tarn, Fédération des sociétés intellectuelles du Tarn, Albi, 1992, p.243-281.
- Didier Foucault, Pierre Borel, médecin et savant castrais du XVIIe siècle, cahier no 7 du Centre d'étude d'histoire de la médecine, Toulouse, 1999.
- Aimé Balssa, Se soigner à Castres au temps des rois, Société culturelle du Pays castrais, Castres, 2007,  (ISBN 978-2-904401-49-7).